# تجمعات مسکونی سوریه
تجمعات مسکونی چهارمین جایگاه در بخش‌بندی‌های کشوری در سوریه است. تجمعات مسکونی نیز طبق جمعیت به شهرها، شهرک‌ها، شهرنما، محله‌ها، روستاها و مزرعه‌ها تقسیم می‌شود:
- شهر: مرکز استان یا شهرستان یا تجمع مسکونی است که تعداد آن از ۵۰٬۰۰۰ تن بیشتر باشد.
- شهرک: مرکز بخش یا تجمع مسکونی که جمعیت آن بین ۱۰٬۰۰۰ و ۵۰٬۰۰۰ تن متغیر است.
- شهرنما: تجمع مسکونی یا مجموعه‌ای از تجمعات مسکونی است که جمعیت آن بین ۵٬۰۰۱ تن و ۱۰٬۰۰۰ تن متغیر است.
- محله مسکونی: بخش از شهر یا شهرک یا شهرنما است که جمعیت آن از ۱۰٬۰۰۰ در شهرها و از ۵٬۰۰۰ در شهرک‌ها و از ۴٬۰۰۰ تن و از ۱٬۰۰۰ تن در تجمعات مسکونی که به شهر یا شهرک الحاق شده کم‌تر نیست.
- روستا: آن تجمع مسکونی است که جمعیت آن بین ۵۰۰ و ۵٬۰۰۰ تن متغیر است.
- مزرعه: تجمع مسکونی است که جمعیت آن از ۵۰۰ تن کم‌تر باشد و امکان دارد که به یکی از روستاهای نزدیکش الحاق شود.

شهر حلب در سوریه با جمعیتی حدود ۲٬۱۳۲٬۱۰۰ در سال ۲۰۰۴ بزرگ‌ترین تجمع مسکونی این کشور است. بعد از آن دمشق با جمعیت ۱٬۷۱۱٬۰۰۰ تن در سال ۲۰۰۹ دوم است. تعداد تجمعات مسکونی سوریه متشکل از شهر، شهرک، شهرنما، منطقه شهری، روستا و مزرعه در سال ۲۰۰۴ به بیش از ۵٬۰۰۰ تجمع مسکونی رسید.

## استان دمشق
- شهر دمشق: کفرسوسه، جوبر، القابون، برزه، حامیش، مساکن برزه، بساتین أبو جرش، التجاره، العباسین، الزبلطانی، الدویلعه، الصناعه، بستان النور، الیرموک، فلسطین، الحجر الأسود، القصاع، مدینه دمشق القدیمه، القصور، العدوی، الدیوانیه، الخطیب، العقیبه، بغداد، القصب، رکن الدین، المهاجرین، الصالحیه، الطلیانی، المزرعه، الفیحاء، المیسات، عرنوس، ساروجه، الروضه، أبو رمانه، المالکی، البرامکه، الحلبونی، المرجه، الشعلان، جسر الأبیض، أبو جرش، الشاغور، القنوات، المجتهد، الفحامه، الزاهره، المیدان، حدیقه تشرین، الربوه، وادی الرز، دمر البلد، قاسیون، مشروع دمر، القصر الجمهوری، القدم، نهر عیشه، مطار المزه، مزه، القزاز، باب مصلی.

## استان حلب
استان حلب بزرگترین استان سوریه از نظر جمعیت است. جمعیت آن در سال ۲۰۴ (۵٬۶۸۰٬۰۰۰) تن که حدوداً ۲۴٪ از کل جمعیت سوریه می‌باشد. شهر حلب برزگ‌ترین تجمع سکانی در این استان و سوریه است با جمعیتی که به (۲٬۱۳۲٬۱۰۰) تن رسید. در این استان بعد از حلب بزرگ‌ترین تجمعات سکانی این استان منبج با جمعیت (۹۹٬۴۹۷) تن می‌باشد. السفیره با جمعیت (۶۳٬۷۰۸) تن می‌باشد. الباب با جمعیت (۶۳٬۰۶۹) تن و کوبانی با جمعیت (۴۴٬۸۲۱) تن است. تعداد تجمعات سکانی در استان حلب سال ۲۰۰۴ به بیش از ۱٬۴۰۰ رسید.

## استان ریف دمشق
استان ریف دمشق پنجمین استان سوریه از نظر جمعیت است. جمعیت آن در سال ۲۰۴ (۱٬۸۲۰٬۰۰۰) تن که حدوداً ۷٫۷٪ از کل جمعیت سوریه می‌باشد. شهر سیده زینب بزرگ‌ترین تجمع سکانی در این استان است که جمعیت آن بالغ بر (۱۳۶٬۴۲۷) تن می‌باشد. پس از این شهر بزرگ‌ترین تجمعات سکانی در این استان به ترتیب ذیل می‌باشد : جرمانا با جمعیت (۱۱۴٬۳۶۳) تن و دوما مرکز الاستان که جمعیت آن بالغ بر (۱۱۰٬۸۹۳) تن و الحجر الأسود با جمعیت (۸۴٬۹۴۸) تن و داریا با جمعیت (۷۸٬۷۶۳) تن می‌باشد. تعداد تجمعات مسکونی در استان ریف دمشق در سال ۲۰۰۴ به بیش از ۲۴۵ تجمع مسکونی شامل شهر، شهرک، شهرنما، منطقه شهری، روستا و مزرعه رسید.

## استان حمص
استان حمص دومین استان سوریه از نظر جمعیت است. جمعیت آن در سال ۲۰۴ (۲٬۰۸۷٬۰۰۰) تن که حدوداً ۸٫۸٪ از کل جمعیت سوریه می‌باشد. شهر حمص بزرگ‌ترین تجمع سکانی در این استان است که جمعیت آن بالغ بر (۶۵۲٬۶۰۹) تن می‌باشد. پس از این شهر بزرگ‌ترین تجمعات سکانی در این استان به ترتیب: پالمیرا با جمعیت (۵۱٬۳۲۳) تن و الرستن با جمعیت (۳۹٬۸۳۴) تن و تلبیسه با جمعیت (۳۰٬۷۹۶) تن و القصیر با جمعیت (۲۹٬۸۱۸) تن تعداد تجمعات مسکونی در استان حمص در سال ۲۰۰۴ به بیش از ۵۰۰ تجمع مسکونی شامل شهر، شهرک، شهرنما، منطقه شهری، روستا و مزرعه رسید.

## استان حما
استان حما سومین استان سوریه از نظر جمعیت است. جمعیت آن در سال ۲۰۴ (۲٬۰۵۲٬۰۰۰) تن که حدوداً ۸٫۷٪ از کل جمعیت سوریه می‌باشد. شهر حما بزرگ‌ترین تجمع سکانی در این استان است که جمعیت آن بالغ بر (۳۱۲٬۹۹۴) تن می‌باشد. پس از این شهر بزرگ‌ترین تجمعات سکانی در این استان به ترتیب: السلمیه با جمعیت (۶۶٬۷۲۴) تن و صوران سوریه با جمعیت (۲۹٬۱۰۰) تن و طیبه الإمام با جمعیت (۲۴٬۱۰۵) تن و مصیاف با جمعیت (۲۲٬۵۰۸) تن تعداد تجمعات مسکونی در استان حما در سال ۲۰۰۴ به بیش از ۵۵۰ تجمع مسکونی شامل شهر، شهرک، شهرنما، منطقه شهری، روستا و مزرعه رسید.

## استان لاذقیه
استان لاذقیه نهمین استان سوریه از نظر جمعیت است. جمعیت آن در سال ۲۰۴ (۱٬۲۰۷٬۰۰۰) تن که حدوداً ۵٫۱٪ از کل جمعیت سوریه می‌باشد. شهر لاذقیه بزرگ‌ترین تجمع سکانی در این استان است که جمعیت آن بالغ بر (۳۸۳٬۷۸۶) تن می‌باشد. پس از این شهر بزرگ‌ترین تجمعات سکانی در این استان به ترتیب: جبله با جمعیت (۵۳٬۹۸۹) تن و قرداحه با جمعیت (۸٬۶۷۱) تن وبلدتی سقوبین با جمعیت (۶٬۳۷۹) تن و بیت یاشوط با جمعیت (۶٬۱۱۵) تن تعداد تجمعات مسکونی در استان لاذقیه در سال ۲۰۰۴ به بیش از ۴۴۵ تجمع مسکونی شامل شهر، شهرک، شهرنما، منطقه شهری، روستا و مزرعه رسید.

## استان ادلب
استان لاذقیه تاسع استان سوریه از نظر جمعیت است. جمعیت آن در سال ۲۰۴ (۱٬۲۰۷٬۰۰۰) تن که حدوداً ۵٫۱٪ از کل جمعیت سوریه می‌باشد. شهر لاذقیه بزرگ‌ترین تجمع سکانی در این استان است که جمعیت آن بالغ بر (۳۸۳٬۷۸۶) تن می‌باشد. پس از این شهر بزرگ‌ترین تجمعات سکانی در این استان به ترتیب: جبله با جمعیت (۵۳٬۹۸۹) تن و قرداحه با جمعیت (۸٬۶۷۱) تن و شهرک‌های سقوبین با جمعیت (۶٬۳۷۹) تن و بیت یاشوط با جمعیت (۶٬۱۱۵) تن تعداد تجمعات مسکونی در استان لاذقیه در سال ۲۰۰۴ به بیش از ۴۴۵ تجمع مسکونی شامل شهر، شهرک، شهرنما، منطقه شهری، روستا و مزرعه رسید.

## استان حسکه
استان ادلب رابع استان سوریه از نظر جمعیت است. جمعیت آن در سال ۲۰۴ (۱٬۹۹۷٬۰۰۰) تن که حدوداً ۸٫۴٪ از کل جمعیت سوریه می‌باشد. شهر ادلب بزرگ‌ترین تجمع سکانی در این استان است که جمعیت آن بالغ بر (۹۸٬۷۹۱) تن می‌باشد. پس از این شهر بزرگ‌ترین تجمعات سکانی در این استان به ترتیب: معره نعمان با جمعیت (۵۸٬۰۰۸) تن و جسرالشغور با جمعیت (۳۹٬۹۱۷) تن و أریحا با جمعیت (۳۹٬۵۰۱) تن و خان شیخون با جمعیت (۳۴٬۳۷۱) تن تعداد تجمعات مسکونی در استان ادلب در سال ۲۰۰۴ به بیش از ۴۷۰ تجمع مسکونی شامل شهر، شهرک، شهرنما، منطقه شهری، روستا و مزرعه رسید.

## استان دیرالزور
استان دیرالزور سابع استان سوریه از نظر جمعیت است. جمعیت آن در سال ۲۰۴ (۱٬۶۲۳٬۰۰۰) تن که حدوداً ۶٫۸٪ از کل جمعیت سوریه می‌باشد. شهر دیرالزور بزرگ‌ترین تجمع سکانی در این استان است که جمعیت آن بالغ بر (۲۱۱٬۸۵۷) تن می‌باشد. پس از این شهر بزرگ‌ترین تجمعات سکانی در این استان به ترتیب: میادین با جمعیت (۴۴٬۰۲۸) تن و ابوکمال با جمعیت (۴۲٬۵۱۰) تن و هجین با جمعیت (۳۷٬۹۳۵) تن و القوریه با جمعیت (۲۸٬۱۷۲) تن تعداد تجمعات مسکونی در استان دیرالزور در سال ۲۰۰۴ به بیش از ۱۳۰ تجمع مسکونی شامل شهر، شهرک، شهرنما، منطقه شهری، روستا و مزرعه رسید.

## استان طرطوس
استان طرطوس دوازدهمین استان سوریه از نظر جمعیت است. جمعیت آن در سال ۲۰۴ (۹۳۸٬۰۰۰) تن که حدوداً ۳٫۹٪ از کل جمعیت سوریه می‌باشد. شهر طرطوس بزرگ‌ترین تجمع سکانی در این استان است که جمعیت آن بالغ بر (۱۱۵٬۷۶۹) تن می‌باشد. پس از این شهر بزرگ‌ترین تجمعات سکانی در این استان به ترتیب: بانیاس با جمعیت (۴۱٬۶۳۲) تن و صافیتا با جمعیت (۲۰٬۳۰۱) تن و الدریکیش با جمعیت (۱۳٬۲۴۴) تن و الشیخ بدر با جمعیت (۹٬۴۸۶) تن تعداد تجمعات مسکونی در استان طرطوس در سال ۲۰۰۴ به بیش از ۴۶۰ تجمع مسکونی شامل شهر، شهرک، شهرنما، منطقه شهری، روستا و مزرعه رسید.

## استان رقه
استان رقه یازدهمین استان سوریه از نظر جمعیت است. جمعیت آن در سال ۲۰۴ (۹۶۶٬۰۰۰) تن که حدوداً ۴٫۱٪ از کل جمعیت سوریه می‌باشد. شهر رقه (سوریه) بزرگ‌ترین تجمع سکانی در این استان است که جمعیت آن بالغ بر (۲۲۰٬۴۸۸) تن می‌باشد. پس از این شهر بزرگ‌ترین تجمعات سکانی در این استان به ترتیب: الطبقه با جمعیت (۶۹٬۴۲۵) تن، المنصوره با جمعیت (۱۶٬۱۵۸) تن، تل ابیض با جمعیت (۱۴٬۸۲۵) تن و السبخه با جمعیت (۱۱٬۵۶۷) تن تعداد تجمعات مسکونی در استان رقه در سال ۲۰۰۴ به بیش از ۴۲۰ تجمع مسکونی شامل شهر، شهرک، شهرنما، منطقه شهری، روستا و مزرعه رسید.

## استان درعا
استان درعا دهمین استان سوریه از نظر جمعیت است. جمعیت آن در سال ۲۰۴ (۱٬۰۸۵٬۰۰۰) تن که حدوداً ۴٫۶٪ از کل جمعیت سوریه می‌باشد. شهر درعا بزرگ‌ترین تجمع سکانی در این استان است که جمعیت آن بالغ بر (۹۷٬۹۶۹) تن می‌باشد. پس از این شهر بزرگ‌ترین تجمعات سکانی در این استان به ترتیب: نوا (سوریه) با جمعیت (۴۷٬۰۶۶) تن و طفس با جمعیت (۳۲٬۲۳۶) تن و جاسم با جمعیت (۳۱٬۶۸۳) تن و انخل با جمعیت (۳۱٬۲۵۸) تن تعداد تجمعات مسکونی در استان درعا در سال ۲۰۰۴ به بیش از ۱۴۰ تجمع مسکونی شامل شهر، شهرک، شهرنما، منطقه شهری، روستا و مزرعه رسید.

## استان سویدا
استان سویدا سیزدهمین استان سوریه از نظر جمعیت است. جمعیت آن در سال ۲۰۴ (۴۷۶٬۰۰۰) تن که حدوداً ۲٪ از کل جمعیت سوریه می‌باشد. شهر السویداء بزرگ‌ترین تجمع سکانی در این استان است که جمعیت آن بالغ بر (۷۳٬۶۴۱) تن می‌باشد. پس از این شهر بزرگ‌ترین تجمعات سکانی در این استان به ترتیب: شهبا با جمعیت (۱۳٬۶۶۰) تن و صلخد با جمعیت (۹٬۱۵۵) تن وبلدتی قنوات با جمعیت (۸٬۳۲۴) تن و الکفر با جمعیت (۷٬۴۵۸) تن تعداد تجمعات مسکونی در استان سویدا در سال ۲۰۰۴ به بیش از ۱۳۰ تجمع مسکونی شامل شهر، شهرک، شهرنما، منطقه شهری، روستا و مزرعه رسید.

## استان قنیطره
استان قنیطره چهاردهمین استان سوریه از نظر جمعیت است. جمعیت آن بما فی ذلک تجمعات مسکونی نازحی الجولان فی الداخل السوری (۴۷۵٬۰۰۰) تن که حدوداً ۲٪ از کل جمعیت سوریه می‌باشد. تعداد تجمعات مسکونی در القسم المُحرر من استان قنیطره والخاضع لسیطره السلطات السوریه در سال ۲۰۰۴ به بیش از ۴۰ تجمع مسکونی شامل شهر، شهرک، شهرنما، منطقه شهری، روستا و مزرعه رسید.